# Gerhard Heiland (Physiker)
Gerhard Heiland (* 11. Oktober 1917 in Erlangen; † 6. September 2005 in Aachen) war ein deutscher Physiker und Pionier der Halbleiter-Oberflächenphysik in Deutschland.
Gerhard Heiland studierte Physik in Erlangen und Göttingen und promovierte 1948 in Göttingen mit einer Arbeit Über die Verfärbung von Kaliumchlorid auf elektrischem Wege. Er habilitierte 1955 in Erlangen (Über den Einfluß von Licht- und Elektronenbestrahlung auf die elektrische Leitfähigkeit von Zinkoxydkristallen). Während eines Forschungsaufenthaltes von 1957 bis 1959 an der University of Illinois in Urbana, die auf Einladung des Nobelpreisträgers John Bardeen zustande kam, machte er sich mit der Halbleitertechnik vertraut. Er nahm 1962 einen Ruf der RWTH Aachen an, das Institut für Angewandte Physik aufzubauen – da ihm diese Bezeichnung allerdings nicht gefiel, wurde es später in 2. Physikalisches Institut umbenannt. Er beschäftigte sich vor allem mit Halbleiter-Oberflächenphysik und gilt als der Begründer dieser Disziplin in Deutschland. Zusammen mit Heinz Beneking und Ludwig Josef Balk leitete er von 1970 bis 1983 den Sonderforschungsbereich Festkörperelektronik, der viele Grundlagen zur Physik der Heterostrukturbauelemente legte. Er wurde 1983 emeritiert.